# UCI Women's World Tour 2017
L'UCI Women's World Tour 2017, seconda edizione della competizione, si svolse su venti eventi dal 4 marzo al 10 settembre 2017. Le corse che lo costituirono furono tredici in linea, sei a tappe e una cronometro a squadre.
Rispetto all'anno precedente furono aggiunte quattro competizioni: le neonate prove in linea Amstel Gold Race e Liegi-Bastogne-Liegi, e le gare a tappe Ladies Tour of Norway e Holland Ladies Tour. Al contrario, la Philadelphia Cycling Classic, già inclusa nell'edizione 2016 e inizialmente prevista in calendario il 4 giugno, fu annullata per motivi organizzativi.
La vittoria della classifica individuale fu dell'olandese Anna van der Breggen, mentre la classifica a squadre vide prevalere per il secondo anno consecutivo la formazione olandese Boels-Dolmans Cycling Team; la classifica Under-23 fu vinta dalla danese Cecilie Uttrup Ludwig.

## Calendario
| #  | Data                  | Evento                                            | Vincitrice                 | Squadra                        | Leader della Cl. mondiale |
| -- | --------------------- | ------------------------------------------------- | -------------------------- | ------------------------------ | ------------------------- |
| 1  | 4 marzo               | Strade Bianche (2017)                             | Elisa Longo Borghini       | Wiggle-High5                   | Elisa Longo Borghini      |
| 2  | 11 marzo              | Ronde van Drenthe (2017)                          | Amalie Dideriksen          | Boels-Dolmans Cycling Team     | Elisa Longo Borghini      |
| 3  | 19 marzo              | Trofeo Alfredo Binda - Comune di Cittiglio (2017) | Coryn Rivera               | Team Sunweb                    | Elisa Longo Borghini      |
| 4  | 26 marzo              | Gand-Wevelgem (2017)                              | Lotta Lepistö              | Cervélo-Bigla Pro Cycling Team | Elisa Longo Borghini      |
| 5  | 2 aprile              | Giro delle Fiandre (2017)                         | Coryn Rivera               | Team Sunweb                    | Coryn Rivera              |
| 6  | 16 aprile             | Amstel Gold Race (2017)                           | Anna van der Breggen       | Boels-Dolmans Cycling Team     | Coryn Rivera              |
| 7  | 19 aprile             | Freccia Vallone (2017)                            | Anna van der Breggen       | Boels-Dolmans Cycling Team     | Coryn Rivera              |
| 8  | 23 aprile             | Liegi-Bastogne-Liegi (2017)                       | Anna van der Breggen       | Boels-Dolmans Cycling Team     | Annemiek van Vleuten      |
| 9  | 5-7 maggio            | Tour of Chongming Island (2017)                   | Jolien D'Hoore             | Wiggle-High5                   | Annemiek van Vleuten      |
| 10 | 11-14 maggio          | Tour of California (2017)                         | Anna van der Breggen       | Boels-Dolmans Cycling Team     | Anna van der Breggen      |
|    | 3 giugno              | Philadelphia Cycling Classic                      | annullato                  |                                |                           |
| 11 | 7-11 giugno           | The Women's Tour (2017)                           | Katarzyna Niewiadoma       | WM3 Pro Cycling Team           | Katarzyna Niewiadoma      |
| 12 | 30 giugno-9 luglio    | Giro Rosa (2017)                                  | Anna van der Breggen       | Boels-Dolmans Cycling Team     | Anna van der Breggen      |
| 13 | 20 luglio             | La Course by Le Tour de France (2017)             | Annemiek van Vleuten       | Orica-Scott                    | Anna van der Breggen      |
| 14 | 29 luglio             | RideLondon Classique (2017)                       | Coryn Rivera               | Team Sunweb                    | Anna van der Breggen      |
| 15 | 11 agosto             | Open de Suède Vargarda TTT (2017)                 | Boels-Dolmans Cycling Team | Boels-Dolmans Cycling Team     | Anna van der Breggen      |
| 16 | 13 agosto             | Open de Suède Vargarda (2017)                     | Lotta Lepistö              | Cervélo-Bigla Pro Cycling Team | Anna van der Breggen      |
| 17 | 17-20 agosto          | Ladies Tour of Norway (2017)                      | Marianne Vos               | WM3 Pro Cycling Team           | Anna van der Breggen      |
| 18 | 26 agosto             | Grand Prix de Plouay-Lorient Agglomération (2017) | Elizabeth Deignan          | Boels-Dolmans Cycling Team     | Anna van der Breggen      |
| 19 | 29 agosto-3 settembre | Holland Ladies Tour (2017)                        | Annemiek van Vleuten       | Orica-Scott                    | Anna van der Breggen      |
| 20 | 10 settembre          | Madrid Challenge by La Vuelta (2017)              | Jolien D'Hoore             | Wiggle-High5                   | Anna van der Breggen      |

## Classifiche finali
Dati aggiornati all'11 settembre 2017.
| Pos. | Corridore            | Squadra       | Punti |
| ---- | -------------------- | ------------- | ----- |
| 1    | Anna van der Breggen | Boels-Dolmans | 1016  |
| 2    | Annemiek van Vleuten | Orica-Scott   | 989   |
| 3    | Katarzyna Niewiadoma | WM3           | 856   |
| 4    | Coryn Rivera         | Team Sunweb   | 803   |
| 5    | Elisa Longo Borghini | Wiggle-High5  | 630   |
| 6    | Jolien D'Hoore       | Wiggle-High5  | 626   |
| 7    | Elizabeth Deignan    | Boels-Dolmans | 623   |
| 8    | Ellen van Dijk       | Team Sunweb   | 614   |
| 9    | Lotta Lepistö        | Cervélo-Bigla | 518   |
| 10   | Chloe Hosking        | ALÉ-Cipollini | 457   |

| Pos. | Corridore Under-23    | Squadra        | Punti |
| ---- | --------------------- | -------------- | ----- |
| 1    | Cecilie Uttrup Ludwig | Cervélo-Bigla  | 52    |
| 2    | Alice Barnes          | Drops          | 16    |
| 3    | Amalie Dideriksen     | Boels-Dolmans  | 16    |
| 4    | Susanne Andersen      | Hitec Products | 12    |
| 5    | Lisa Klein            | Cervélo-Bigla  | 12    |
| 6    | Lotte Kopecky         | Lotto-Soudal   | 12    |
| 7    | Anna Christian        | Drops          | 10    |
| 8    | Demi de Jong          | Parkhotel V.   | 8     |
| 9    | Nikola Nosková        | BePink-Cogeas  | 8     |
| 10   | Sofia Beggin          | Astana         | 8     |

| Pos. | Squadra                        | Punti |
| ---- | ------------------------------ | ----- |
| 1    | Boels-Dolmans Cycling Team     | 3273  |
| 2    | Team Sunweb                    | 2153  |
| 3    | Wiggle-High5                   | 1824  |
| 4    | Orica-Scott                    | 1821  |
| 5    | Canyon-SRAM Racing             | 1505  |
| 6    | WM3 Pro Cycling Team           | 1414  |
| 7    | Cervélo-Bigla Pro Cycling Team | 1228  |
| 8    | ALÉ-Cipollini                  | 994   |
| 9    | Cylance Pro Cycling            | 763   |
| 10   | FDJ-N. Aquitaine-Futuroscope   | 662   |